# Site archéologique de l'Île-aux-Tourtes
Le site archéologique de l'Île-aux-Tourtes est un site archéologique contenant des vestiges à partir de l'Archaïque laurentien. Il contient entre autres les vestiges d'un village amérindien, d'une mission sulpicienne en opération entre 1704 et 1727. Le site de 12,5 ha est bordé par au nord et à l'est par le lac des Deux Montagnes et au sud par l'autoroute 40. Le site a été classé en 2015 par le ministère de la Culture et des Communications. Une collection de 358 objets extrait du site a aussi été classée.